# Jean Touitou
Jean Touitou, né  le 15 décembre 1951 à Tunis (Tunisie), est le fondateur de la marque A.P.C..

## Jeunesse et éducation
Jean Touitou naît le 15 décembre 1951 à Tunis,,. Quand il a neuf ans, sa famille s’installe à Paris où il vit encore aujourd’hui. En 1975, il est diplômé d’histoire et géographie et voyage quelque temps en Amérique du Sud et du Nord[réf. nécessaire]. 

## Début de carrière
À son retour à Paris, il se rapproche du groupe qui gravite autour du créateur Kenzo et commence à travailler pour lui en 1977. Après quelques années à la manutention et à la comptabilité, il commence à travailler chez agnès b,. En 1985, il s’associe à Irié, un designer japonais travaillant à Paris.

## A.P.C.
En 1987, Jean Touitou lance A.P.C. (Atelier de production et de création) avec une collection pour hommes intitulée HIVER 87,. 
Les premières pièces des collections A.P.C. sont caractérisées par plusieurs aspects qui constituent toujours l’identité de la marque : une influence des vêtements de travail ou militaires, la prééminence de matériaux classiques et non mélangés comme la laine shetland ainsi que des coupes qui se veulent traditionnelles,,.
Jean Touitou travaille avec sa femme Judith Touitou, directrice artistique d’A.P.C.

## Récompenses
- 1992 : lauréat du prix de l'ANDAM[12].

## Philanthropie
Touitou ouvre une école maternelle privée, les Ateliers de la petite enfance, en 2008.